# Орка (село)
Орка (груз. ორქა) — село в Грузии, на территории Мартвильского муниципалитета края (мхаре) Самегрело-Верхняя Сванетия.

## География
Село находится в западной части Грузии, на левом берегу реки Абаши, на расстоянии приблизительно 12 километров (по прямой) к юго-западу от города Мартвили, административного центра муниципалитета. Абсолютная высота — 59 метров над уровнем моря.

## Население
По результатам официальной переписи населения 2014 года в Орке проживало 260 человек (126 мужчин и 134 женщины). В национальной структуре населения грузины составляли 99,6 %.
| Год  | Население, человек |
| ---- | ------------------ |
| 2002 | 479                |
| 2014 | ↘ 260              |